# Dai (achternaam)
Dai (spreekt uit als [Daai]) is een Chinese en Vietnamese achternaam die zijn oorsprong vindt in de Chinese provincie Henan (河南). Deze achternaam staat op de 116e plaats van de Baijiaxing. Volgens een mythe zijn de mensen met de achternaam Dai nakomelingen van Shang Tang. In 2007 stond deze achternaam op de 96e plaats van grote achternamen in China.
In Hongkong en Macau wordt de achternaam Dai vertaald in het Standaardkantonees, daar wordt het geromaniseerd als Tai.
Sommige mensen met de achternaam Dai behoren tot de Tujia minderheid.
- Vietnamees: Đới

## Bekende personen met de naam Dai of Tai
- Dai De
- Dai Sheng
- Dai Fugu
- Dai Jin
- Dai Chaochun
- Dai Zhen
- Dai Mingshi
- Dai Yunong
- Dai Fudong
- Dai Xianglong
- Dai Zhuowen 戴卓文, Dapengchengse communist
- Tai Chi-Wai 戴志伟, TVB acteur
- Renee Dai, Hongkongse zangeres
- Dai Yiu-Ming 戴耀明, HKATV acteur